# Desa Cibenda (administrativ by i Indonesien, lat -7,67, long 108,55)
Desa Cibenda är en administrativ by i Indonesien.   Den ligger i provinsen Jawa Barat, i den västra delen av landet, 250 km sydost om huvudstaden Jakarta.